# Chaire universitaire
Pour les articles homonymes, voir Chaire.

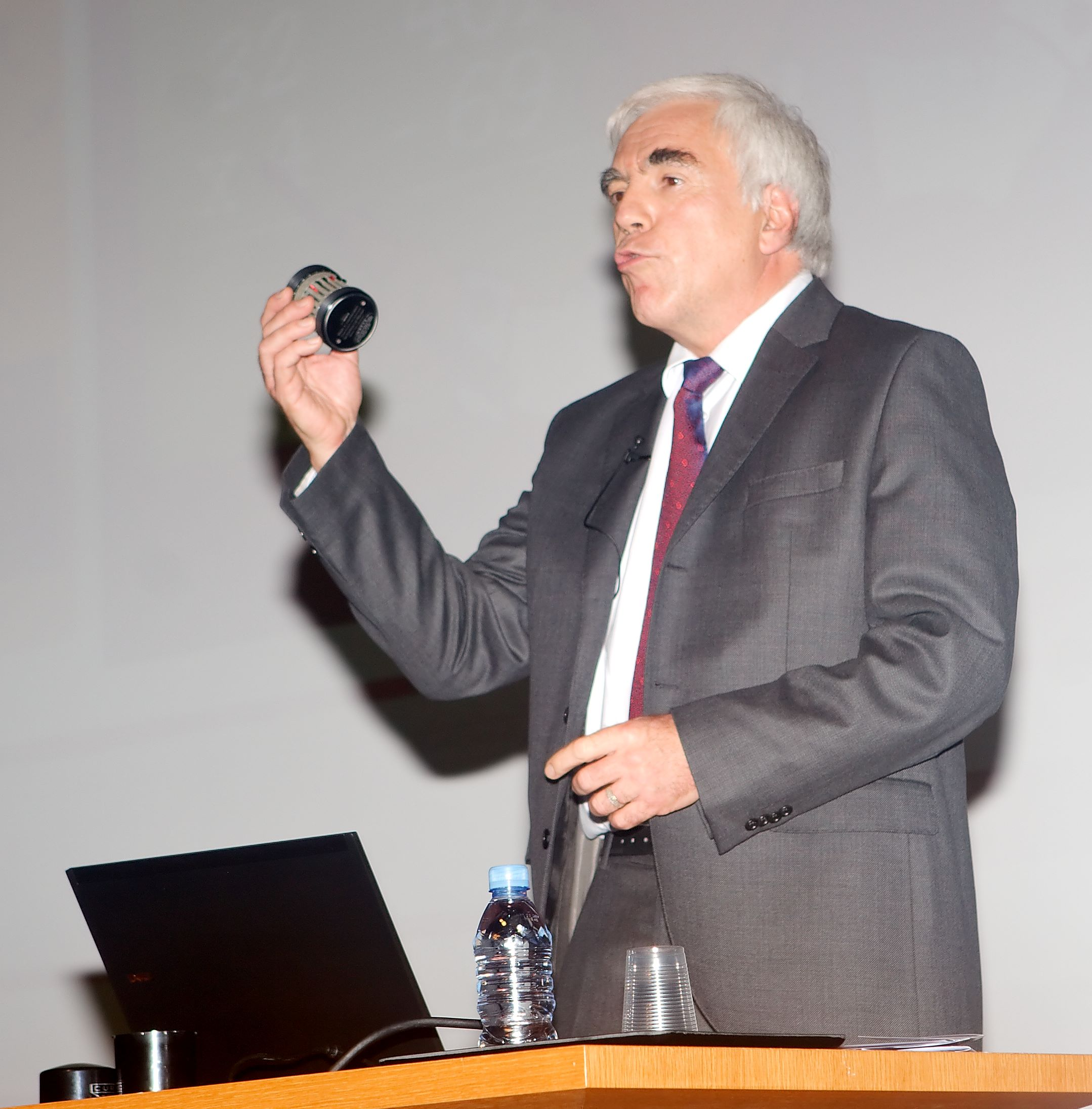
Leçon inaugurale (19 novembre 2009) au Collège de France de Gérard Berry, professeur d'informatique au Collège de France ;
Il présente ici une des dernières calculatrices mécaniques (la calculatrice Curta)

Une chaire universitaire ou chaire professorale est un poste permanent d'enseignement et de recherche universitaire attribué à un enseignant, qui obtient alors le titre de professeur. L'origine du mot vient de la chaire ecclésiastique depuis laquelle les évêques prêchent. 
L'ouverture et l'attribution d'une chaire ont pour but de promouvoir une discipline, et lui confèrent ainsi qu'à son titulaire une importante reconnaissance universitaire. 
Lieu de production et de transmission du savoir, une chaire est aussi le moyen de favoriser le lien entre enseignement, recherche et application, ce qui facilite son financement par des entreprises ou des mécènes.

## Histoire et éléments contemporains de définition
La réforme universitaire de la fin du XIXe siècle se traduit en France par un recrutement des professeurs plus homogène, favorisant les catégories proches de l'institution scolaire (par l'héritage culturel ou la proximité géographique) tout en permettant une diversification des carrières grâce à la naissance de spécialités nouvelles ainsi que par une augmentation du nombre de candidats possibles aux chaires parisiennes et des capitales régionales. Selon Christophe Charle, l'opposition qui existait entre établissements (droit, lettres, sciences, médecine, établissements d'érudition) évolue à cette époque vers « une opposition entre classes de carrière selon la hiérarchie plus fine des disciplines (anciennes, nouvelles, rares, en voie de consécration, etc.) »
Le concept de chaire universitaire est divers. Dans certains domaines (Sciences, médecine, génie civil et sciences de l’ingénieur, informatique..), la chaire semble se constituer autour d'un savoir présupposant des connaissances théoriques et techniques étendues, mais du côté des sciences dites molles ou de la création, le projet universitaire et la personnalité du professeur jouent un grand rôle. Certains différencient aussi les contenus orientés vers la professionnalisation (sciences appliquées) et des contenus non ou moins orientés vers la professionnalisation (dont sciences humaines et sociales, géopolitique...).
La chaire ne semble pas avoir de définition européenne ou française légale. Sa définition a évolué avec le temps, et notamment au XXe siècle ; le concept de chaire englobe aussi maintenant :
- « l'accompagnement de la recherche scientifique sur un thème » spécifique[4] ;
- les « moyens alloués à un thème de recherche bien précis »[5].
- le « partenariat de mécénat dans le domaine de l’enseignement supérieur et de la recherche »

Le concept de « chaire » reste associé à celui d'université dans l'histoire de l'enseignement et de la culture, comme dans l'esprit du grand public, mais il a récemment pris de l'importance en tant qu'« outil marketing pour les universités auprès de leurs partenaires privés » (ou publics) ; de manière générale, son sens s'est dégradé et il est parfois employé pour ne désigner qu'un poste ou budget temporaire, sur un thème précis et moins lié qu'autrefois à la notion de formalisation et transmission de savoir. Il est même parfois utilisé dans le « but de promouvoir la discipline qu'elle concerne ».

## Modalités de recrutement
Elles varient selon les pays ; généralement le postulant doit être validé par des pairs, après création de la chaire.
Dans certains pays, et selon les disciplines une habilitation est une condition pour la nomination à une chaire professorale. Des conditions d'âge peuvent également exister.
Aux États-Unis, il existe aussi une filière dite « tenure » (ou « tenure track »), filière de contrats postdoctoraux  (ou « postdoc ») proposés dans la perspective d'une titularisation de postes permanents ouverte aux professeurs associés et enseignants-chercheurs.

## Importance du titulaire
L'importance d'une chaire en termes honorifique, d'influence scientifique ou d'aura culturelle, ainsi qu'en termes d'attractivité pour les étudiants, est en grande partie liée à la personnalité (charisme pédagogique) de son ou sa titulaire et/ou des titulaires qui l'ont précédé ; 
Certains courants de pensée ont été très liés à une chaire particulière et à son titulaire (Par exemple, la sociologie et la pensée de Durkheim se sont d'abord construites et diffusées autour d'un cours d'économie sociale et d'une chaire d'histoire sociale créée à la Sorbonne en 1893 avant d'irriguer d'autres facultés de lettres et de droit puis d'économie « en dépit d'une tentative des historiens pour le transformer en cours d'histoire économique »).

## Rituels
Quand un professeur inaugure une chaire, il fait une « leçon inaugurale », faite très solennellement et qui est aussi le cadre et la ligne de son enseignement. Il existe aussi des leçons de clôture, quand le titulaire quitte sa chaire.
La chaire était originellement proche de celle du prédicateur religieux, et dans cette continuité, les chaires universitaires médiévales (toujours sous forte influence du religieux, et où l'on professait encore en latin,) évoluent à la Renaissance (où le latin est peu à peu abandonné au profit d'une laïcisation de l'enseignement) et à l'époque des lumières, on attend du titulaire une éloquence pédagogique, une clarté, une culture élargie et une démonstration de sa maîtrise du sujet, qui n'exclut pas l'humour (qui était aussi marginalement présent chez les prédicateurs religieux rappellent J. Horowitz et S. Menache).
Certaines chaires (de la Sorbonne ou du Collège de France (créé en 1530) par exemple) ont un caractère prestigieux et leurs conférences inaugurales peuvent faire l'objet de publications, ou de mise à disposition sur support vidéo.

## Limites, critiques
Le « politiquement correct » des universités ? Aux États-Unis, en 1987, le philosophe Allan Bloom critique le relativisme intellectuel et moral qui gagne selon lui les étudiants via les universités. En 1990 Roger Kimball critique lui les "radicaux de la chaire" et une politisation des universitaires qui irait dans le sens du « political correctness » associé à un nouveau dogmatisme académique qui remplace l'humanisme par des humanités s'appuyant sur une apologie abstraite des valeurs occidentales et une défense pragmatique du canon (au sens du corpus des œuvres consacrées par la tradition). Dans certains domaines (agriculture industrielle, biotechnologies, énergies fossiles, automobile, construction...) le champ des sciences appliquées réputé être naturellement plus empreint de neutralité scientifique semble lui-même peiner à remettre en question les priorités gouvernementales et industrielles.
Manque d'indépendance financière : Sans soutien financier indépendant assuré par les collectivités via l'impôt pouvant couvrir tous leurs besoins, les universités sont à la recherche de fonds privés ou de partenariat public-privé (PPP) pour financer leurs enseignants. On peut craindre, notamment dans un contexte de crise économique et de difficulté budgétaire renforcé, que les créations de nouvelles chaires aient un contenu « orientés » par leurs soutiens politiques et/ou économiques, avec le risque de produire un enseignement manquant de neutralité, ou évitant certaines thématiques scientifiques, politiques ou économiques, ou encore utilisée comme outil de marketing d'entreprise. Sous un régime totalitaire, l'influence politique ou la censure exercée par le gouvernement impose ou interdit certains contenus d'enseignement.
Dans les domaines nouveaux et spécialisés où seul un petit nombre d'experts existe (et souvent employés par les entreprises spécialisées du même secteur), une autre difficulté est de trouver des enseignants neutres et qui ne soient pas en situation d'être juge et partie, voire de conflit d'intérêts.
Des entreprises ou groupes d'entreprises peuvent ainsi soutenir ou orienter la recherche pour leurs besoins propres (recherche, recrutement des meilleurs talents (tels qu'elles les imaginent ou les forment), image auprès du public et des clients, etc.).
Par exemple ;
- une chaire universitaire a été créée par l'EM Strasbourg au sein de l'Université de Strasbourg en juin 2011, en collaboration avec la Caisse d'épargne d'Alsace avec un financement de 180 000 € à la recherche, sur le mutualisme des caisses d’épargne[6].
- La chaire européenne sur le management de l'immatériel[14] et le MBA ainsi que la spécialité de recherche associés créée dans Université Paris-Sud 11 (le 21 mai 2008) sont financés par Bouygues Telecom, le CIGREF, la Fondation d'entreprise EADS, l’INPI, l’OCDE et l’Office européen des brevets. Son coordinateur et titulaire (Ahmed Bounfour), est aussi coordinateur scientifique de la « Conférence mondiale sur le capital immatériel des communautés », coorganisée avec la Banque mondiale depuis 2005[15].

Problèmes d'équité territoriale : Que les financements soient publics ou privés, un manque de stratégie dans la répartition géographique des soutiens et dans « l'encouragement de la relève » peut tendre à sur-favoriser les grands centres, déjà attractifs au détriment des universités plus petites (phénomène de « fuite des cerveaux »). 
Des critères d'excellence et de « reconnaissance par les pairs » trop poussés pourraient respectivement induire une « compétition féroce entre les universités » et être parfois un frein à l'innovation ou à la confiance à de jeunes chercheurs, avec in fine une course aux salaires élevés grevant le budget universitaire, et un effet de concentration dans les grandes universités. Cette concentration défavorise les petites universités qui voient alors leurs meilleurs enseignants les quitter. De la même manière, les pays riches peuvent aussi ainsi priver les pays moins riches de leur meilleurs professeurs  (ex enseignants canadiens partant aux États-Unis car mieux payés dans ce dernier pays).
Défaut de parité : Une inégalité des sexe existe face au recrutement, probablement en partie seulement expliquée par les stratégies de carrière différentes chez les femmes (conciliation travail- famille) ;
Par exemple, au tout début du XXIe siècle, seules 15 % des chaires créées au Canada dans le « programme 2000 chaires » avaient été attribuées à des femmes, malgré la dénonciation de ce fait comme « scandaleuse »  par un cycle d'évaluation réuni trois fois dans l'année. Ce déséquilibre est plus net dans les sciences et le génie (10 % des chaires attribuées à des femmes) puis dans le secteur sanitaire (16 % des chaires) et enfin des SHQ (sciences humaines et sociales avec 24 % des chaires attribuées à des femmes).  La situation est pire encore au Québec (avec 13 % des chaires accordées à des femmes ; 8 % en science et génie, 16 % en santé et seulement 15 % en sciences humaines et sociales), alors qu'au Canada les femmes représentaient en 1999 27 % du corps professoral (32 % des postes en sciences humaines et sociales, 13 % en sciences et génie et 33 % en sciences de la santé) ; 42 % des postes de professeur adjoint étaient féminins contre seulement 14,5 % des postes de professeur titulaire . Enfin, seules 10 % des chaires senior ont été attribuées à des femmes contre 21 % pour les chaires junior.
Précarité : Dans certains pays, le manque de cadre juridique prive de toute protection contre un licenciement aléatoire, ce qui peut priver le professeur d'une certaine confiance et liberté d'esprit. De même pour l'absence de stratégie de transition (assistance au bénéficiaire quand il quitte la chaire). 
La concurrence entre collègues dans l'attente de la libération d'un poste, et le besoin de justifier de soutien de ses pairs peuvent également être source de stress psychosociaux.

## Financement
Il est public, privé ou mixte. 
Certains États marquent leurs gestes politiques de soutien à la recherche par la création de chaires ; Ainsi, après une réduction d'un tiers des budgets de 1992 à 2000, le budget du Canada de l'an 2000, élaboré sous l'égide du ministre des Finances Paul Martin, prévoyait pour soutenir la stratégie fédérale en faveur de la recherche et de l'innovation et « compenser en partie la baisse de 10 % des effectifs professoraux enregistrée au cours de la décennie 1990 » a créé un Programme des chaires de recherche du Canada officiellement doté d'un budget de 900 millions de dollars visant à créer en 5 ans (de 2000 à 2005) 2 000 chaires de recherche à répartir dans toutes les universités canadiennes. Une condition pour être aidée est que l'université se soit dotée d'un "plan stratégique de recherche" crédible. Pour éviter d'exclure les jeunes chercheurs de ces postes, il a été prévu que des chaires renouvelables soient après sept ans  attribuées à des chercheurs d'expérience reconnus par leurs pairs comme des chefs de file mondiaux dans leur domaine ; d'autres, pour une durée de cinq ans, renouvelables une fois sont attribuées à des chercheurs que leurs pairs jugent susceptibles de devenir des chefs de file dans leur domaine (« Les premières sont d'une valeur de 200 000 $ et les secondes de 100 000 $ »).
Les chaires sont souvent maintenant financées par des entreprises ou fondations qui peuvent bénéficier d'une défiscalisation des dons dont elles profitent.

## Les chaires UNESCO
Pour obtenir ce label, les chaires doivent s’associer aux programmes majeurs de l’UNESCO : « éducation, sciences exactes et naturelles, sciences humaines et sociales, culture, communication et information ». Il en existe (en 2015) 739 dans le monde. Les chaires UNESCO sont souvent associées à l'un ou plusieurs réseaux UNITWIN soutenus par l'UNESCO dans 134 pays.
Depuis leurs créations, les UNITWIN regroupements internationaux d’universités, institutions et organisations travaillant dans un même objectif, ont évolué. Certains UNITWIN UNESCO ont la forme de « e. laboratory ». Ces e. laboratoires regroupent eux-mêmes des laboratoires universitaires classiques. Les directeurs de ces e. laboratoires internationaux sont assimilés à des titulaires de chaires universitaires.
Depuis la création des Unitwin par l’UNESCO, 50 UNITWIN Network ont été labellisés officiellement par l’UNESCO. Ils sont répartis dans 23 pays hôte .
La France a été à l'origine de 5 UNITWIN Network labellisés par l’UNESCO : 
- 1988 : RIIFADEL Chaire UNESCO / Réseau international en « ingénierie de la formation appliquée au développement local », fondée à l'Université de Toulouse 1, Toulouse. 
- 1998 : Chaire UNESCO / Réseau en « architecture de terre Cultures constructives et développement durable » (90 institutions partenaires) fondé à l’École d'Architecture de Grenoble, Grenoble. 
- 2002 : Réseau international « Culture tourisme développement » (594 institutions partenaires) fondé à l'Université Paris I Panthéon Sorbonne, Paris. 
- 2004 : Chaire UNESCO UNITWIN 651 « Innovation pour le développement durable », fondée à la grande école d'ingénieurs Centrale Méditerranée. La chaire est rattachée au Réseau Méditerranéen des Écoles d'Ingénieurs et de management
- 2014 : Réseau international « Campus numérique de systèmes complexes » (1068 institutions partenaires) fondé par l'Université du Havre et l'Université de Strasbourg.

### Emplois universitaires titulaires
- Maître de conférences
- Professeur des universités
- Chargé de recherche
- Directeur de recherche